# Ceratostylis latuensis
Ceratostylis latuensis är en orkidéart som beskrevs av Johannes Jacobus Smith. Ceratostylis latuensis ingår i släktet Ceratostylis och familjen orkidéer. Inga underarter finns listade i Catalogue of Life.